# Eyprepocnemis javana
Eyprepocnemis javana är en insektsart som beskrevs av Willemse, C. 1933. Eyprepocnemis javana ingår i släktet Eyprepocnemis och familjen gräshoppor. Inga underarter finns listade i Catalogue of Life.